# Коробка-кровать

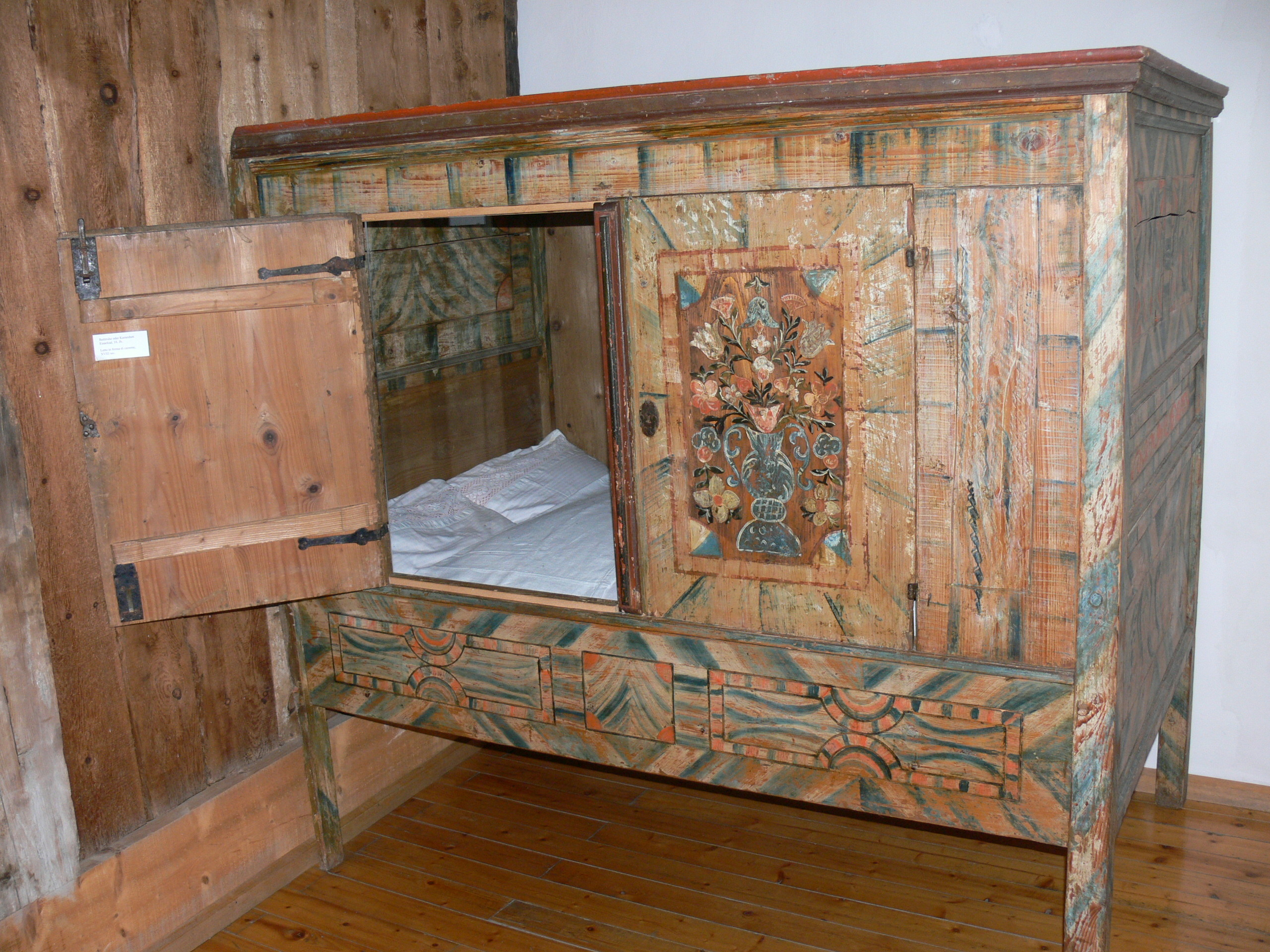
Кровать-шкаф XVIII в. из Южного Тироля (Италия), экспозиция музея в Дитенхайме (коммуна Брунико)

Коробка-кровать (англ. box-bed), закрытая кровать (фр. lit-clos, брет. gwele-kloz), кровать-шкаф (англ. cupboard-bed, cabinet bed, press bed, нем. Schrankbett, Butze), постель-ниша, кровать-альков (нем. Alkoven) — кровать, напоминающая внешним видом шкаф или комод. Может быть наполовину открытым или закрытым. Такой вид кровати возник в Западной Европе в позднем Средневековье.
Кровать-шкаф закрыта со всех сторон обшивкой из дерева, так что её можно было легко собрать и разобрать. В середине XIX века ширина ложа составляла около 4 футов или 1,2 м. Вход мог закрываться занавесками или деревянными дверцами. Кровать строилась с короткими ножками, чтобы избежать загрязнения от грязного пола. Также кровать-шкаф могла быть встроена в нишу-альков. Место ниши недалеко от очага были привилегированными.
Впереди кровати-шкафа часто стоял большой дубовый ящик-ларь такой же длины. Это было всегда «почётное место», которое также служило ступенькой к кровати. Ящик также использовался для хранения одежды, нижнего и постельного белья, иногда по бокам такие ящики имели подлокотники  в виде ящичков с крышкой, где хранили табак, свечи и прочие мелкие вещи. В изданной в 1833 году в Англии «Энциклопедии коттеджной, фермерской и дачной архитектуры и мебели» (англ. Encyclopædia of Cottage, Farmhouse and Villa Architecture) описаны случаи, когда в кроватях-шкафах устраивались полки, их размещали в ногах постели и иногда в два-три яруса. Ложась спать, хозяин брал с собой самое необходимое. Описывалось это следующим образом:

В некоторых частях страны двери кроватей запирались изнутри на засовы или замок, чтобы в них нельзя было попасть снаружи. Поэтому человек, ложащийся спать со всеми своими сокровищами на окружающих его полках, мог запереть двери на ночь, или уйти на работу днем, заперев двери на засовы или замки.
Оригинальный текст (англ.)In some parts of the country the bed doors fix within by bolts, or have a lock to fasten them on the outside; so that a person going to bed, with all his treasure round him on the surrounding shelves, may secure it while he is asleep at night, or going out to work in the daytime, by bolting or locking the doors.
— J. C. Loudon, Encyclopaedia of Cottage, Farmhouse and Villa Architecture and Furniture (издание 1846 г.)

## По странам

### Кровати-шкафы во Франции
Во Франции коробки-кровати (или кровати-шкафы) встречаются в Бретани, Оверни, Бургундии, Эльзасе, Лотарингии и в Центральном массиве. Например, бургундские кровати XVIII века делались на ножках с закрывающимися створками, создававшие внутри интимное пространство. Также в Бретани, Оверни, Центральном бассейне и во Фландрии существовали полузакрытые кровати-шкафы, обшитые досками с трёх сторон, и с одной закрывавшиеся на занавески.

#### Кровати-шкафы в Бретани
Коробка-кровать в Бретани является важнейшим предметом традиционной меблировки. Они представляли собой устойчивые конструкции, закрывавшиеся деревянными створками. В домах с одной комнатой кровати-шкафы, располагавшиеся в одном из углов дома слева или справа от камина или вдоль стены, противоположной фасадной допускали определённую приватность и способствовали сохранению тепла в течение зимы. Зачастую с кроватями-шкафами размещались и другие предметы мебели — обычные шкафы, часы, таким образом образуя непрерывный ряд мебели. Некоторые кровати-шкафы строились один над другим. В таких случаях молодёжь спала сверху. Кровати-шкафы были главной меблировкой сельских домов в Бретани до XX века. Часто декорированные росписью и резьбой (украшались дверца и верхняя рама, использовались растительные и религиозные (кресты, дароносицы) мотивы), они были гордостью владельцев, орнаментация несла в себе следы древнего кельтского искусства, Средневековья и Раннего Нового времени. Дверцы кровати могли украшаться балясинами, что не только придавало более ажурный вид, но и обеспечивало лучшую вентиляцию. Кровати-шкафы также несли и символическую функцию, олицетворяя супружескую любовь и крепость семейных уз. После свадьбы кровать молодожёнов переносили из дома родителей жены в дом мужа. В этот муж, обращаясь у жене говорил: «ты теперь в моей постели», закрепляя тем самым статус хозяина дома и утверждая семейный союз.
Кровати-шкафы были длиной 1,6 м — 1,7 м, достаточно длинные для людей данного региона, которые были в определённой степени малы ростом, а также потому, что они преимущественно спали в полусидячем положении, опираясь на 3-4 подушки. Бодрствовать лёжа было традиционно для Средних веков, так как это положение ассоциировали со смертью.
Кровати-шкафы также использовались для защиты людей от животных (свиней, кур), также живших в доме, или даже от волков, которые могли зайти в дом и схватить младенцев.
Закрывались коробки-кровати/кровати-шкафы на дверцы, верха они не имели.
Позже, в XIX и XX веках в связи с модой, осознанием негигиеничности использования и дороговизной изготовления кровати-шкафы вышли из употребления.

### Кровати-шкафы в Нидерландах

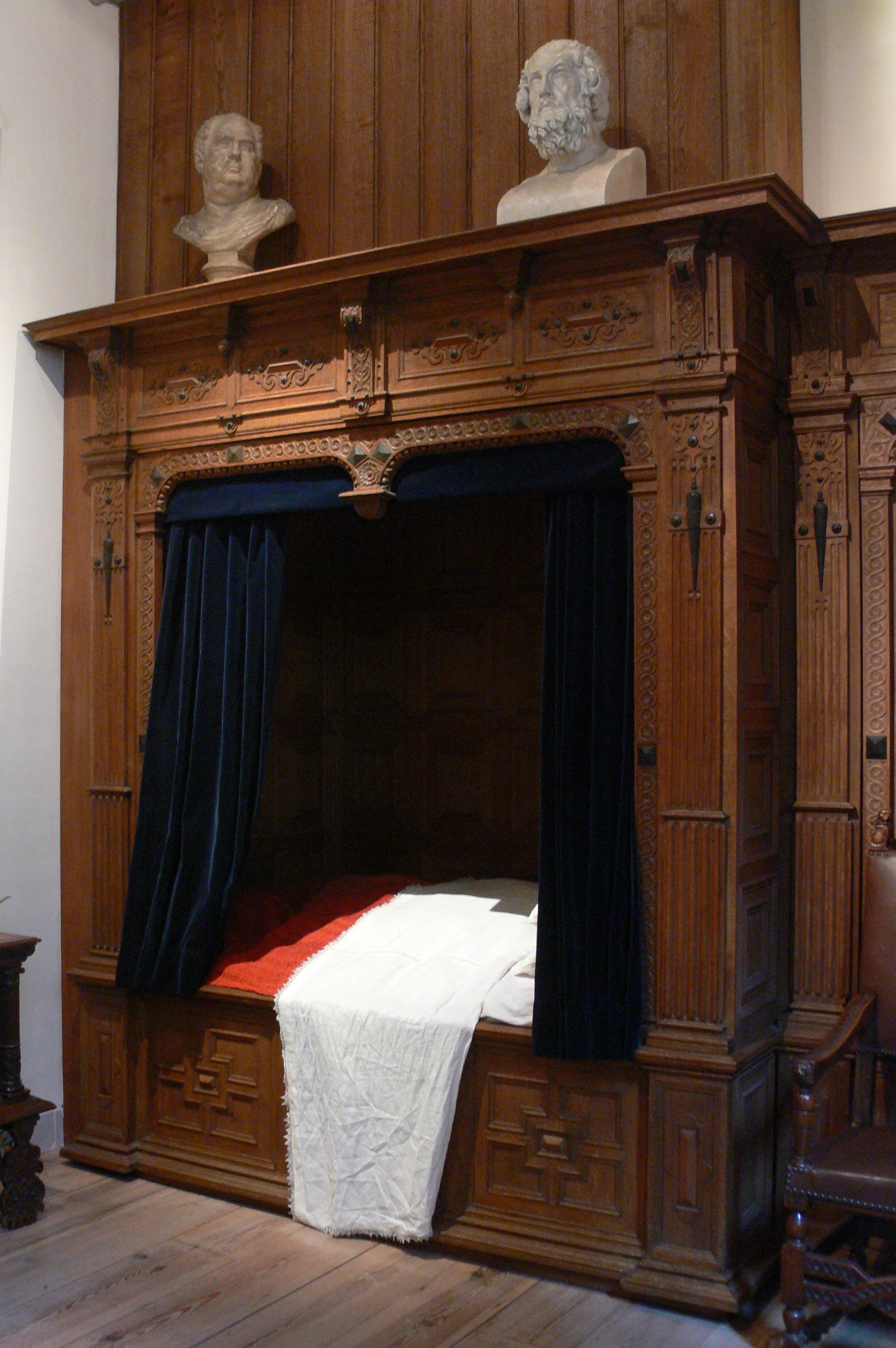
Постель Саскии ван Эйленбюрх, жены Рембрандта в его доме-музее

В Нидерландах (а также бельгийской Фландрии) коробки-кровати (нидерл. bedstede) широко использовались до XIX века, особенно в крестьянских домах в сельской местности. Коробки-кровати закрывались занавесками (преимущественно у голландцев) или деревянными двухстворчатыми дверцами (у фризов; могли украшаться резьбой) и располагались по обеим сторонам камина.
Одним из преимуществ коробок-кроватей было то, что их встраивали в жилой комнате и закрывали в течение дня, что отражало необходимость строить отдельную спальню. Другим преимуществом было то, что в течение зимы небольшая область кровати-шкафы нагревалась от телесного тепла. Это позволяло ночью не топить печь. Двери такой кровати не закрывали полностью, а оставляли небольшой промежуток.
В XVI и XVII веках кровати-шкафы были значительно меньше. Положение лёжа ассоциировалось со смертью (существует несколько версий появления этой ассоциации — суеверия (считалось, что при сне лёжа бесы или ангел-хранитель заберут душу спящего), предотвращения случаев принятия спящего за мертвеца, предотвращения храпа или рекомендации средневековых врачей (считалось, что сон полусидя обеспечивает приток крови к голове, но при этом препятствует кровоизлиянию в мозг, а также позволяет легче дышать во сне и не задыхаться от копоти и дыма каминов и печей)), поэтому было принято спать полусидя, примерно под углом 45, для чего под спину и плечи подкладывали подушки. Такие кровати-шкафы вмещали двух людей, а внизу их часто был выдвижной ящик (нидерл. rolkoetsen), который обеспечивал места для детей.
Подобная кровать сохранилась в доме постройки 1632 года в нидерландском городе Зандам, где во времена Великого посольства останавливался царь и будущий император Пётр I. Сам царь положительно отзывался о кроватях-шкафах и сне полусидя-полулёжа, и, несмотря на то, что кровати-шкафы не получили распространения в России, Пётр до конца жизни спал полулёжа на кроватях меньшего, чем его рост, размера.

### Кровати-шкафы в Германии
Кровати-шкафы были распространены преимущественно на севере страны (в остальной части Германии были распространены более подвижные формы кроватей), в нижненемецком доме она сначала располагалась по одну сторону очага, рядом с лавками и обеденным столом, а затем, с появлением разделения дома на отдельные помещения кровать располагалось в жилой части дома в комнате-штубе ( Stube), отапливаемой печью
. Спальни также могли располагаться в антресолях, соединявшихся с остальными помещениями с помощью внутренней лестницы или же в проёмах между жилой и хозяйственными частями дома. Немецкие кровати-шкафы закрывались на занавески. В целях борьбы с антисанитарией и негигиеничностью кроватей-шкафов и вызываемыми ими туберкулёзом (так как служившую наполнителем солому в матрасе и подушках редко меняли, вентиляция была плохой, а продукты хранились прямо под кроватью) с конца XIX века власти начали принимать меры против них, например в 1926 году в земле Ольденбург за каждую демонтированную кровать-шкаф компании медицинского страхования платили 100 рейхсмарок. Тем не менее, кровати-шкафы продержались до начала-середины XX века преимущественно среди бедняков.

### Кровати-шкафы в Финляндии
Кровати-шкафы, схожие по форме с немецкими, также были известны и в Финляндии.

### Кровати-шкафы в Великобритании
В Великобритании подобные кровати были распространены в Шотландии и, в меньшей степени, в Уэльсе и северной Англии. Исследователь Фредерик Литчфилд (англ. Frederick Litchfield) считал, что появление кроватей-шкафов в Шотландии является проявлением скандинавского влияния. Так как кровати-шкафы были большого размера, то зачастую их использовали в качестве перегородок и ставили в ряд, однако во многих местах они могли стоять и отдельно. Британские кровати-шкафы никогда не закрывались на дверца, только на занавески. Ниши для кроватей-шкафов в северо-западной Шотландии могли выступать за пределы внешней стены. В XVIII веке британские краснодеревщики разработали «секретные» шкафы-кровати, замаскированные под гардеробы или буфеты, или спрятанные за рядами книжных полок и ящиков. Они были модными среди молодых лондонских джентльменов того времени, даже если у них не было недостатка места и не было необходимости предоставлять спальное место в своей гостиной. На протяжении XIX века, как и по всей Западной Европе, в связи с негигиеничностью от кроватей-шкафов стали отказываться, однако сельские коттеджи и городские многоквартирные дома проектировались с предусмотренными нишами для кроватей-шкафов, по крайней мере, до 1900-х. К началу XX века, согласно отчёту Королевской комиссии по жилищным вопросам промышленного населения Шотландии (англ. Royal Commission on the Housing of the Industrial Population of Scotland) за 1918 год в шотландских городах кровати-шкафы вышли из употребления, а в сельской местности сохранились преимущественно в северных районах, особенно на Оркнейских и Шетландских островах. Сейчас значительная степень ниш для кроватей-шкафов переделаны в дверные проёмы или шкафы.
Довольно полезные наблюдения о шотландских кроватях-шкафах сделал редактор журнала «Scottish Farmer» Джеймс Робб, также составивший в 1861 году подробный отчёт о размещении сельскохозяйственных рабочих.

### Кровати-шкафы в Ирландии
На севере и западе Ирландии в домах кровати-шкафы располагались рядом с камином в нишах (ирл. cailleach, согласно народной этимологии от ирл. cúil theach — задняя часть дома, это же слово имеет значение старуха, ведьма) у западной стены. Они закрывались занавесками, в них спали пожилые люди.

### Кровати-шкафы в Северной Америке
Кровати-шкафы использовались в домах некоторых первых европейских переселенцев в Северную Америку. В Нью-Йорке было очевидно голландское влияние: так, например, при строительстве дома для бруклинского паромщика в 1655 году оговаривалось обшить восточную сторону дома по всей его длине, а в нише устроить две кровати — одну в передней, а вторую, с небольшой кладовкой у ложа — в жилой комнате.

## Галерея

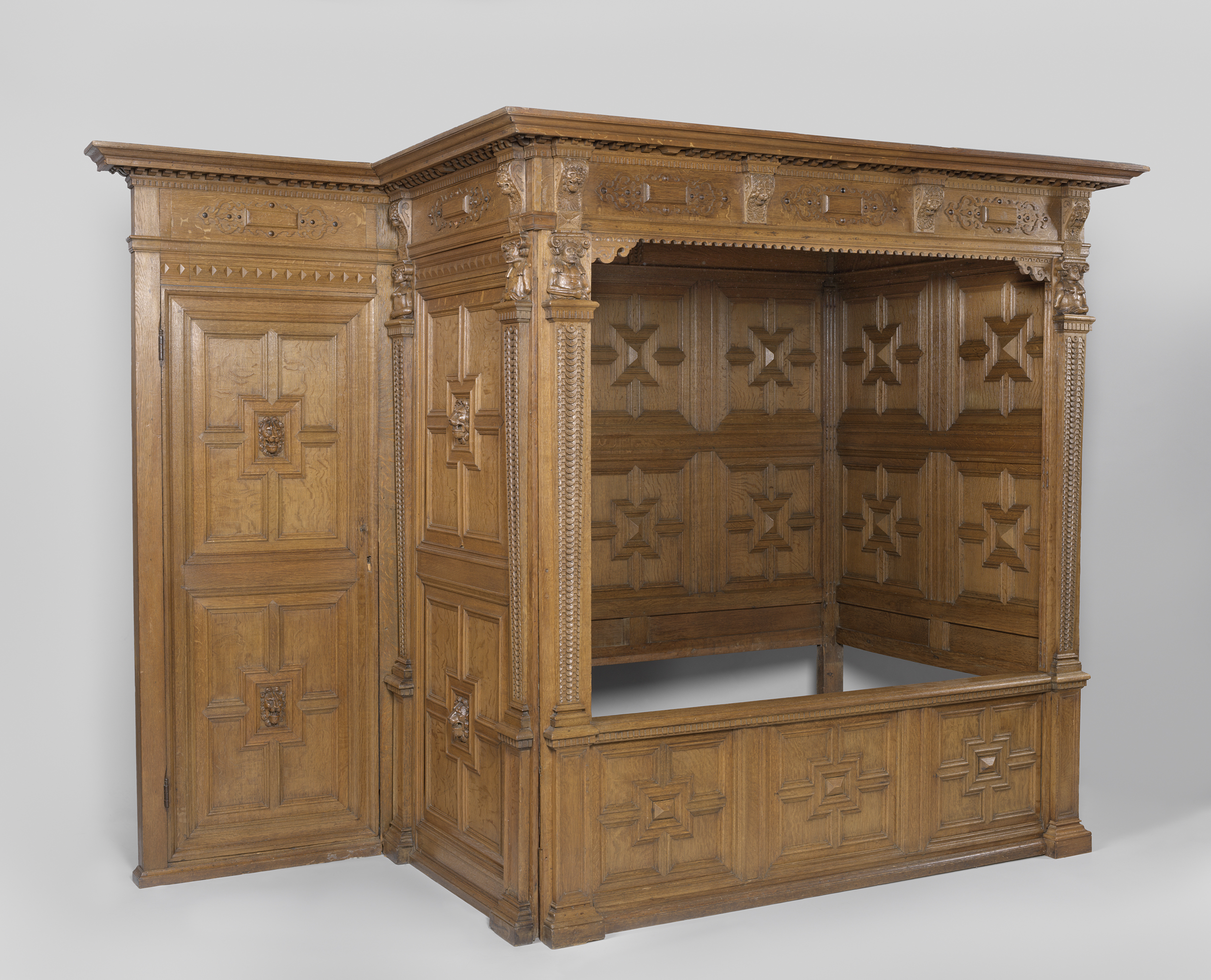
Каркас кровати-шкафа, Рейксмюзеум, XVII век
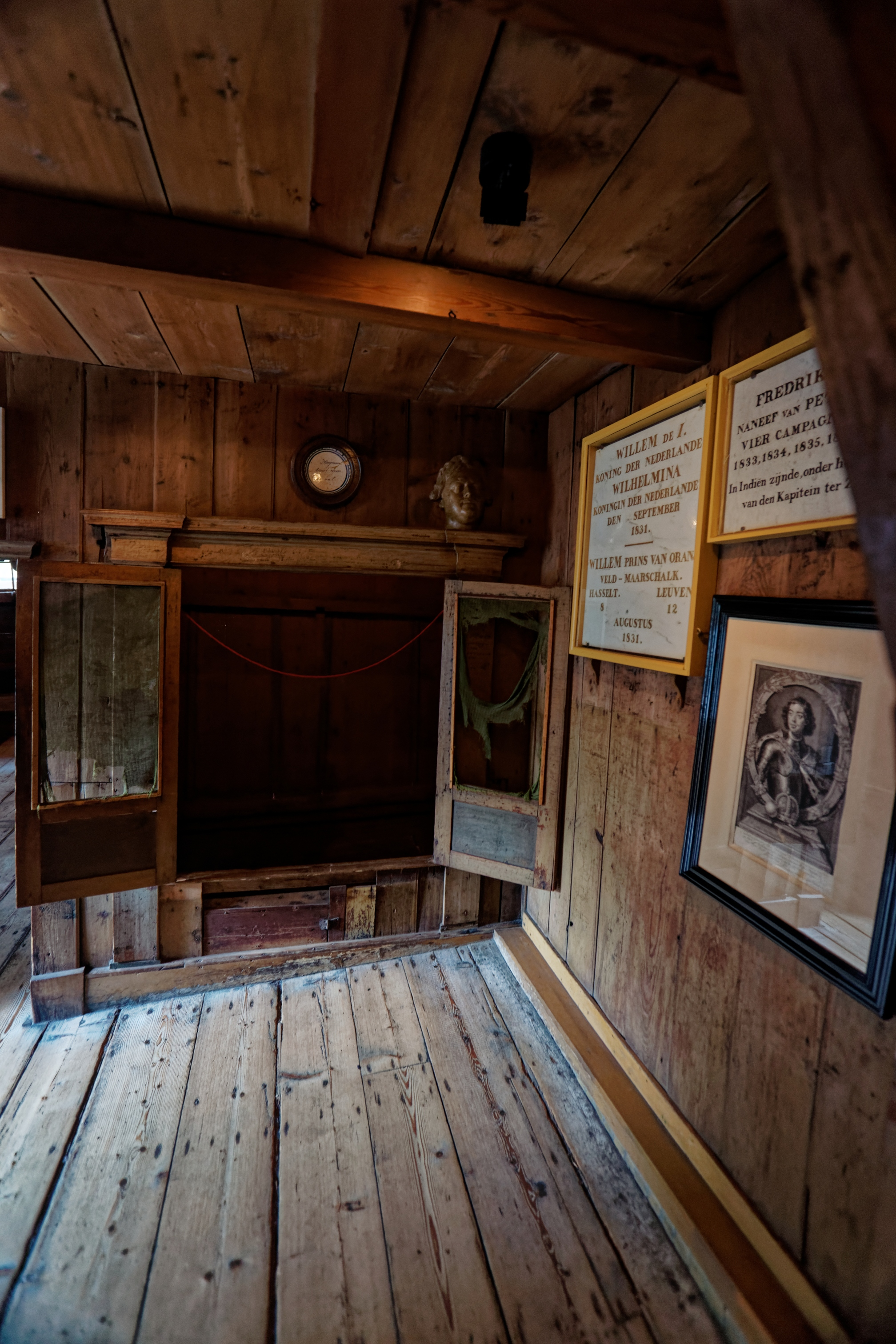
Кровать в зандамском домике Петра I
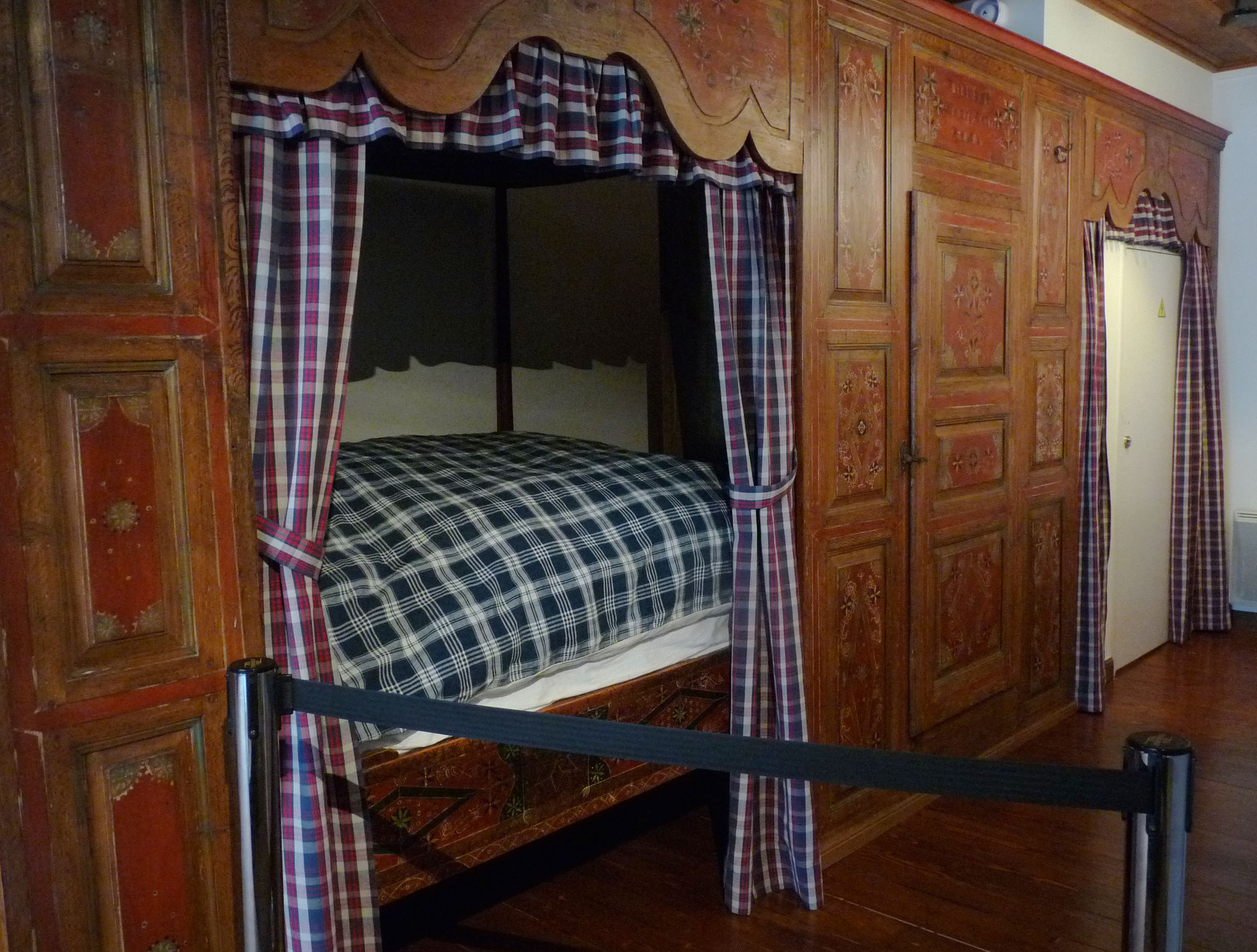
Кровать-шкаф в музее Эльзаса, Страссбург
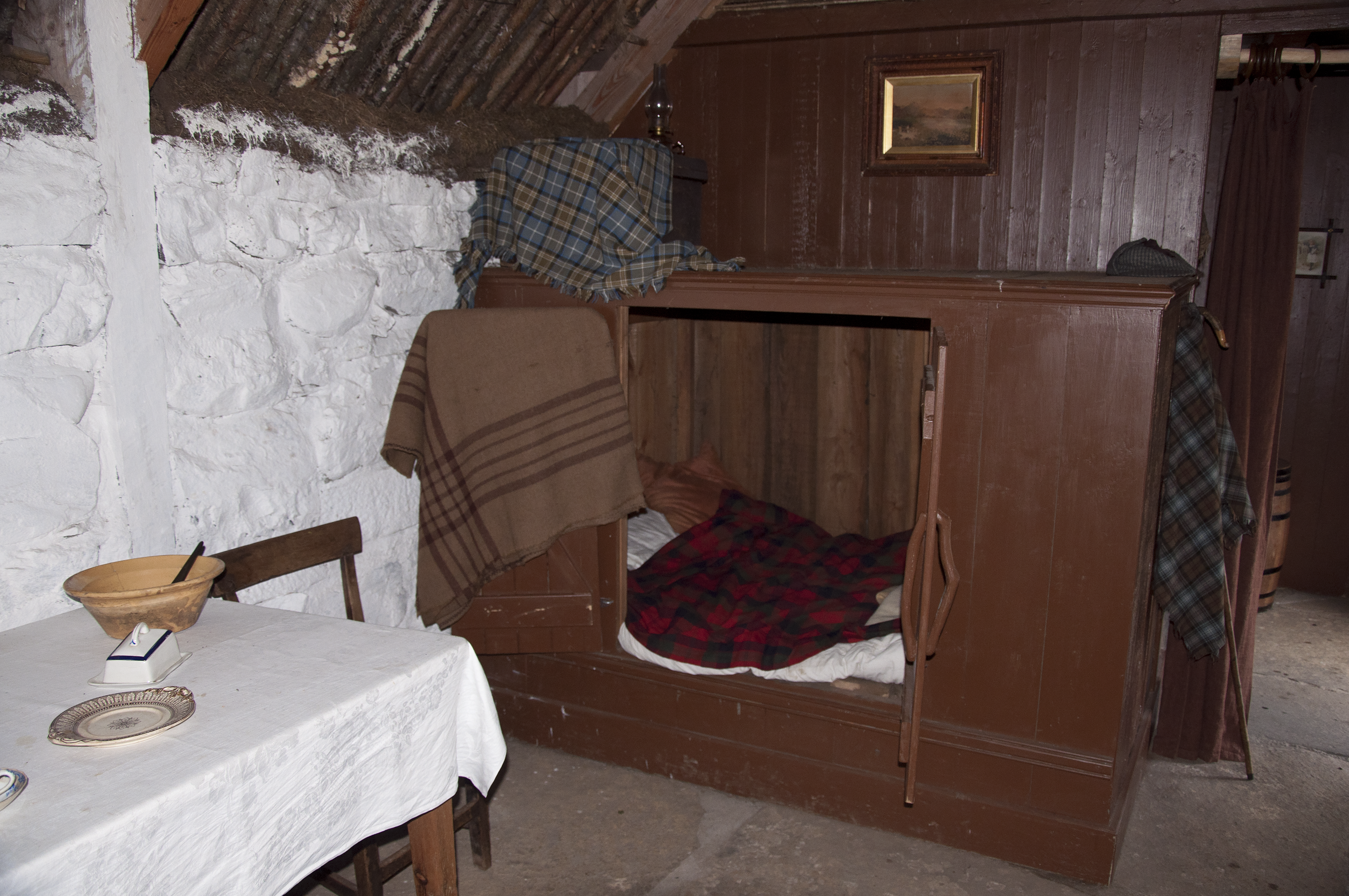
Кровать-шкаф в музее, Ньютонмор (Шотландия, Великобритания)
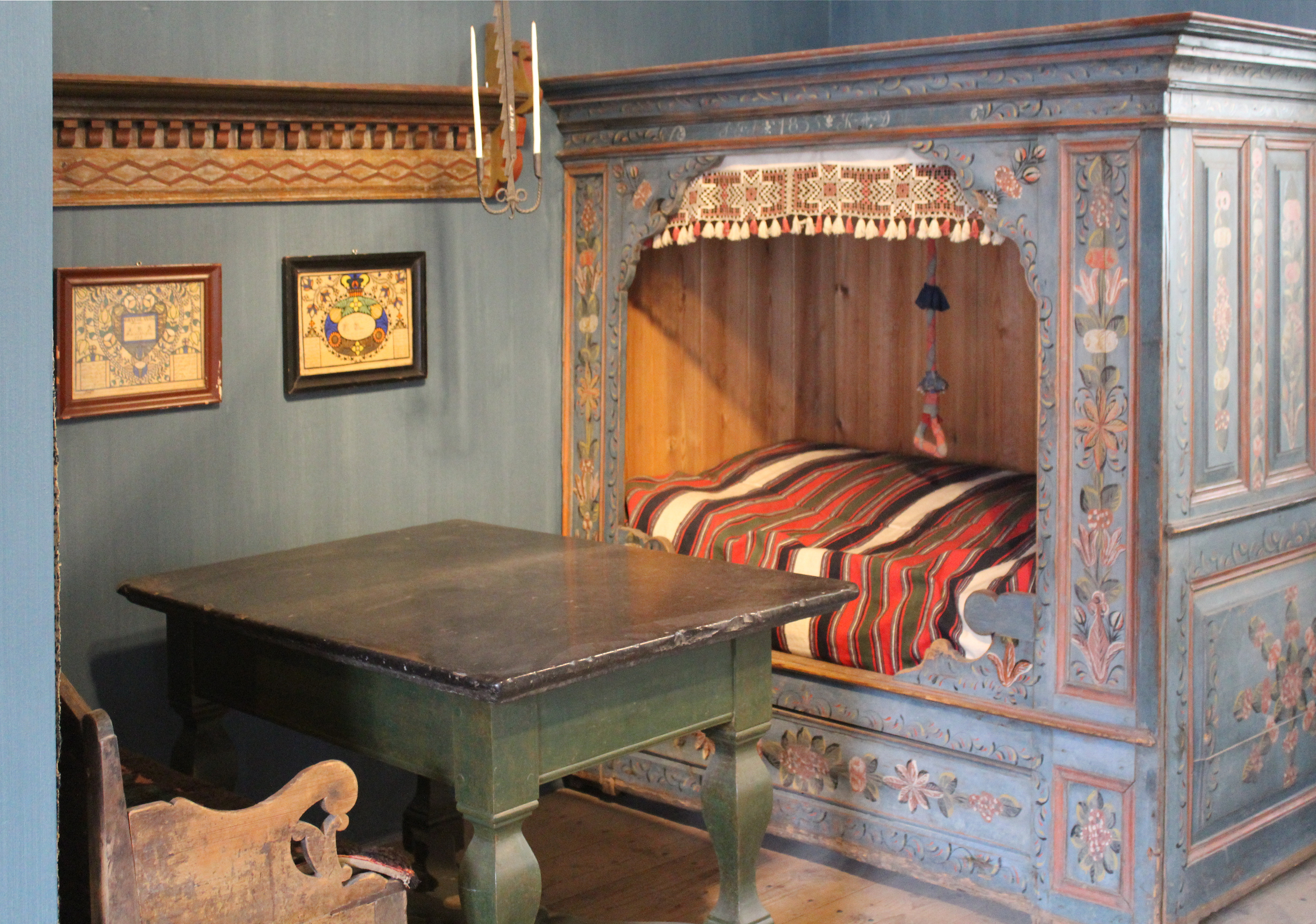
Кровать-шкаф в художественном музее Мальмё (Швеция)
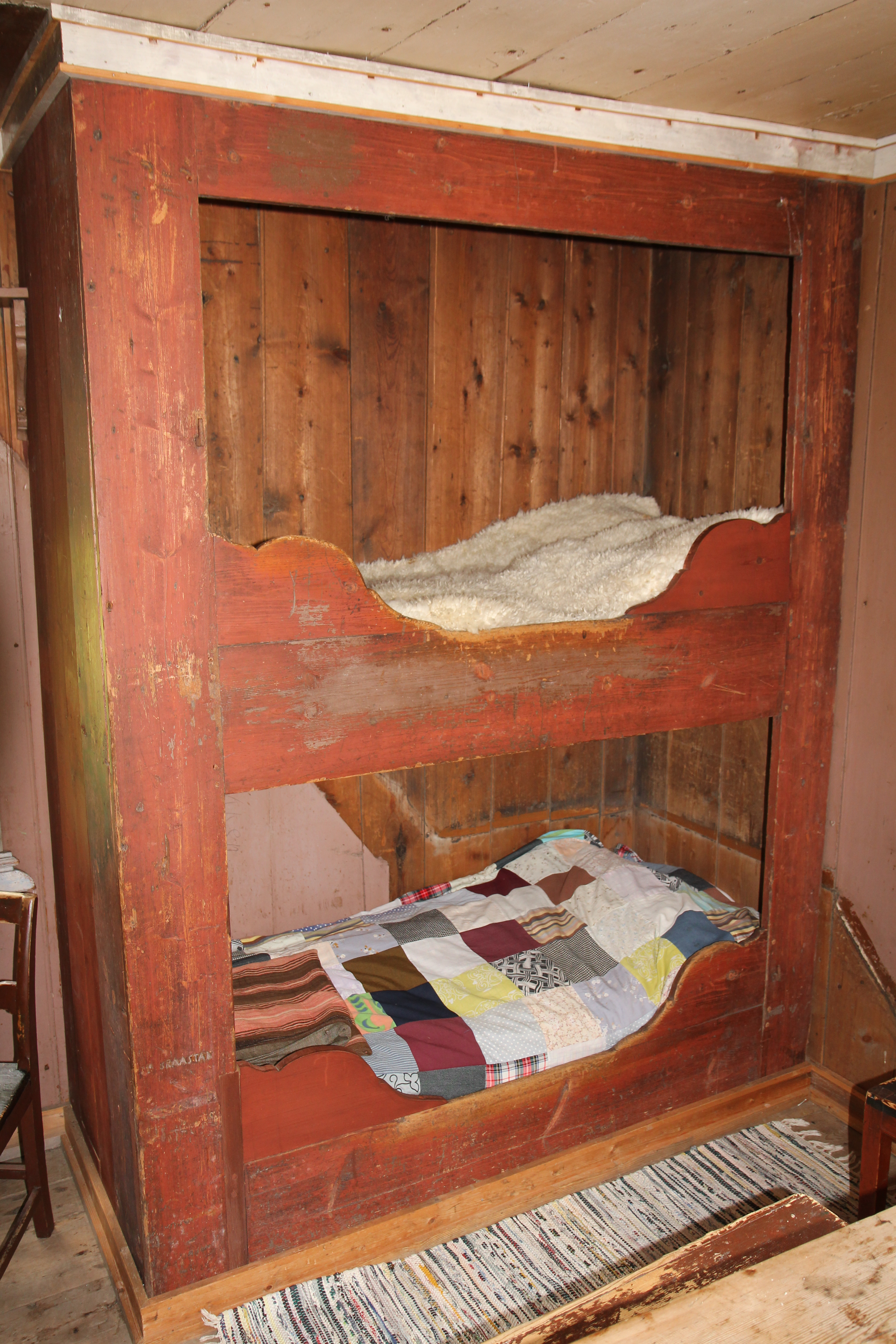
Двухъярусная кровать на кухне крестьянского дома, музей под открытым небом Эйктунет (Йёвик, Норвегия)
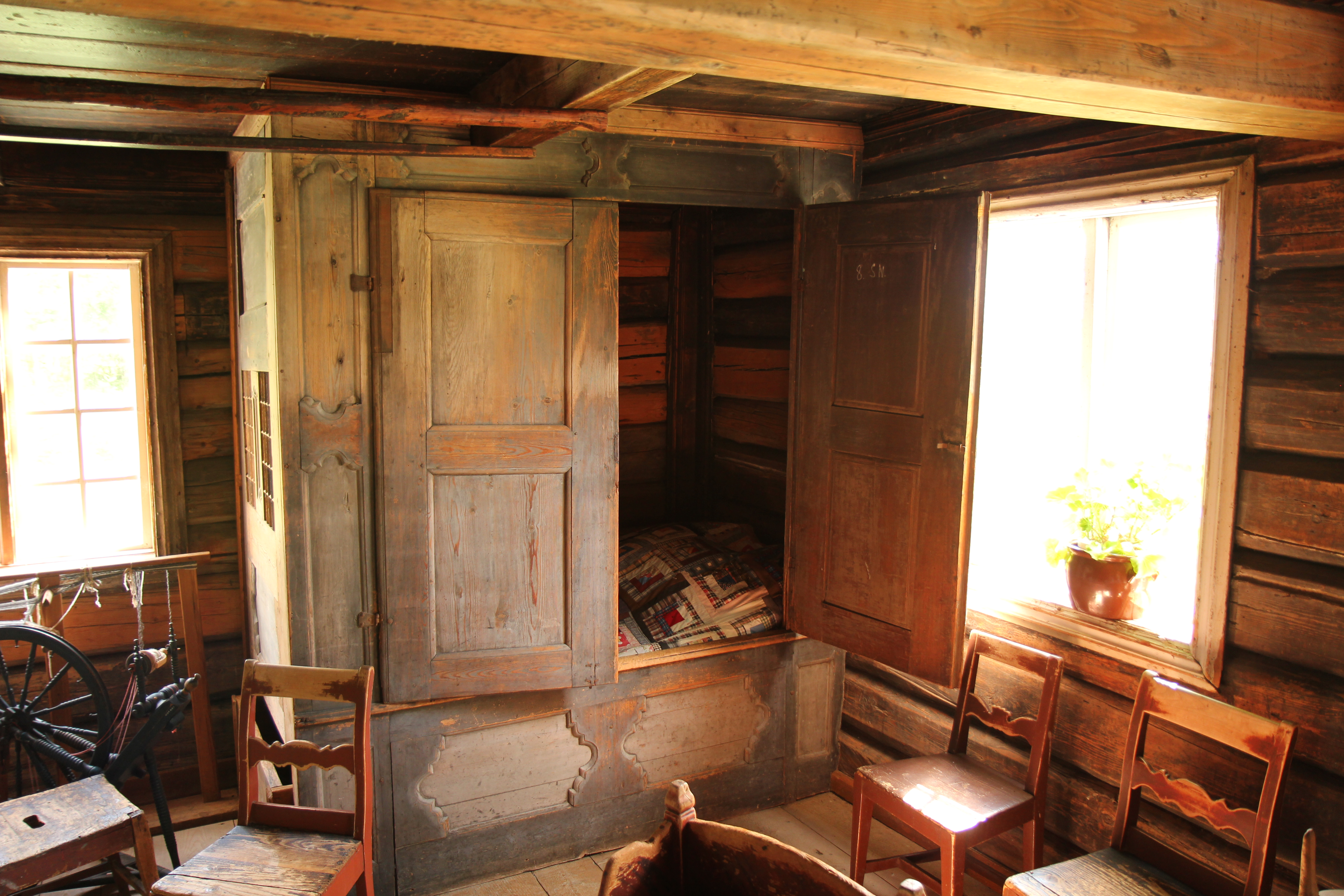
Кровать-шкаф, место то же